# Kate
Kate とは KDE のテキストエディタである。頭字語 "Kate" は "KDE advanced text editor" の略である。

## 概要

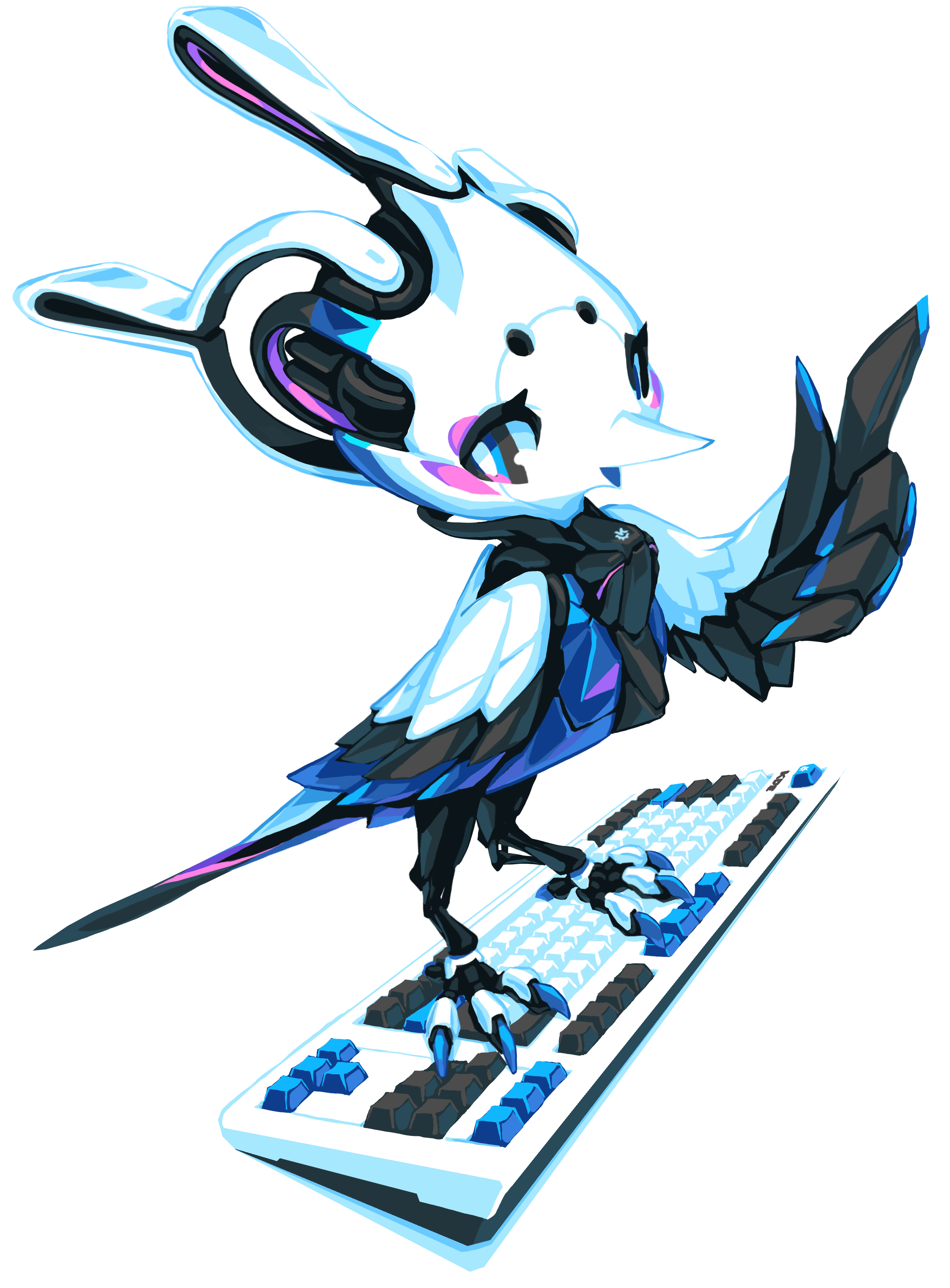
Kateのマスコット、Kate the Cyber Woodpecker

Kate は KDE リリース 2.2（2002年8月15日）から kdebase パッケージの一部となっている。KDE の一部となっている KParts の機能により、他の KDE アプリケーションに編集コンポーネントとして Kate を組み込むことができる。統合開発環境 KDevelop やウェブ開発環境 Quanta Plus は編集コンポーネントとして Kate を利用している主要な KDE アプリケーションである。
Windows版、Mac OS X版のプレビューリリースも2016年現在行われている。

## 特徴
- XML ファイルを通して拡張可能なシンタックスハイライトエンジン
- 正規表現を使った検索と置換
- Java、C++、C、PHP、Python などに対して使えるコードの折り畳み機能
- 統合されたシェル
- 一つのウィンドウに複数の文書を開いたままにできる
- （KDE バージョン 2.5 までは「プロジェクト」として知られていた）名前が付けられたセッションのサポート
- プラグインのサポート
- 基本的な文字補完
- テキスト編集のドラッグとドロップ
- 中黒はスペースを表すのに使われる